# Triatlon a 2004. évi nyári olimpiai játékokon
A 2004. évi nyári olimpiai játékokon triatlonban egy férfi és egy női számot rendeztek.

## Éremtáblázat
(A rendező ország csapata eltérő háttérszínnel, az egyes számoszlopok legmagasabb értéke, vagy értékei vastagítással kiemelve.)
| A 2004. évi nyári olimpiai játékok éremtáblázata triatlonban | A 2004. évi nyári olimpiai játékok éremtáblázata triatlonban | A 2004. évi nyári olimpiai játékok éremtáblázata triatlonban | A 2004. évi nyári olimpiai játékok éremtáblázata triatlonban | A 2004. évi nyári olimpiai játékok éremtáblázata triatlonban | Olimpia  |
| ------------------------------------------------------------ | ------------------------------------------------------------ | ------------------------------------------------------------ | ------------------------------------------------------------ | ------------------------------------------------------------ | -------- |
|                                                              | Ország                                                       | Arany                                                        | Ezüst                                                        | Bronz                                                        | Összesen |
| 1.                                                           | Új-Zéland (NZL)                                              | 1                                                            | 1                                                            | 0                                                            | 2        |
| 2.                                                           | Ausztria (AUT)                                               | 1                                                            | 0                                                            | 0                                                            | 1        |
|                                                              |                                                              |                                                              |                                                              |                                                              |          |
| 3.                                                           | Ausztrália (AUS)                                             | 0                                                            | 1                                                            | 0                                                            | 1        |
|                                                              |                                                              |                                                              |                                                              |                                                              |          |
| 4.                                                           | Egyesült Államok (USA)                                       | 0                                                            | 0                                                            | 1                                                            | 1        |
| 4.                                                           | Svájc (SUI)                                                  | 0                                                            | 0                                                            | 1                                                            | 1        |
|                                                              |                                                              |                                                              |                                                              |                                                              |          |
| Összesen                                                     | Összesen                                                     | 2                                                            | 2                                                            | 2                                                            | 6        |

## Érmesek
| A 2004. évi nyári olimpiai játékok férfi érmesei triatlonban |                                 |                                   |                                         |
| Versenyszám                                                  | Arany                           | Ezüst                             | Bronz                                   |
| Férfi                                                        | Hamish Carter · Új-Zéland (NZL) | Bevan Docherty · Új-Zéland (NZL)  | Seven Riederer · Svájc (SUI)            |
| Női                                                          | Kate Allen · Ausztria (AUT)     | Loretta Harrop · Ausztrália (AUS) | Susan Williams · Egyesült Államok (USA) |

## Magyar részvétel
- Molnár Erika 38. 2:17:53,38